# Cratere Mush
Mush è un cratere sulla superficie di Ganimede.